# Андора на Летњим олимпијским играма 2000.
Андори је ово било седмо учешће на Летњим олимпијским играма. Делегацију Андоре, на Олимпијским играма 2000. у Сиднеју представљао је петоро спортиста (три мушкарца и две жене) који су се такмичили у три спорта у појединачној конкуренцији.
Андора није освојила ниједну медаљу па је остала у групи земаља које никад нису освајале олимпијске медаље.
На свечаном отварању Игара заставу Андоре носио је атлетичар Тони Бернардо.
У репрезентацији Андоре на овим играма у стрељаштву је учествовао Хуан Томас најстарији учесник Андоре на сви дотадашњим олимпијским играма, на којима је Андора учествовала, са 49 година и 212 дана. Томасу је ово било четврто учешће на играма.

## Учесници по дисциплинама
| Спорт      | Мушкарци | Жене | Укупно |
| ---------- | -------- | ---- | ------ |
| Атлетика   | 1        | 1    | 2      |
| Пливање    | 1        | 1    | 2      |
| Стрељаштво | 1        | 0    | 1      |
| Укупно(3)  | 3        | 2    | 5      |

### Атлетика

#### Мушкарци
| Атлетичар       | Дисциплина | Група    | Група | Четвртфинале | Четвртфинале | Полуфинале | Полуфинале | Финале   | Финале | Детаљи |
| Атлетичар       | Дисциплина | Резултат | Место | Резултат     | Место        | Резултат   | Место      | Резултат | Место  | Детаљи |
| --------------- | ---------- | -------- | ----- | ------------ | ------------ | ---------- | ---------- | -------- | ------ | ------ |
| Антони Бернардо | Маратон    |          |       |              |              |            |            | 2:23:03  | 49/100 |        |

#### Жене
| Атлетичарка    | Дисциплина | Група       | Група      | Четвртфинале      | Четвртфинале      | Полуфинале        | Полуфинале        | Финале            | Финале  | Детаљи |
| Атлетичарка    | Дисциплина | Резултат    | Место      | Резултат          | Место             | Резултат          | Место             | Резултат          | Место   | Детаљи |
| -------------- | ---------- | ----------- | ---------- | ----------------- | ----------------- | ----------------- | ----------------- | ----------------- | ------- | ------ |
| Силвија Фелипо | 1.500 м    | 4:45,32 ЛРС | 13 у гр. 3 | Није се пласирала | Није се пласирала | Није се пласирала | Није се пласирала | Није се пласирала | 42 / 48 |        |

## Пливање

#### Мушкарци
| Пливач       | Дисциплина     | Група   | Група    | Полуфинале           | Полуфинале           | Финале               | Финале  | Детаљи |
| Пливач       | Дисциплина     | Време   | Пласман  | Време                | Пласман              | Време                | Пласман | Детаљи |
| ------------ | -------------- | ------- | -------- | -------------------- | -------------------- | -------------------- | ------- | ------ |
| Santiago Deu | 200 м слободно | 1:59,31 | 5 у гр 1 | Није се квалификовао | Није се квалификовао | Није се квалификовао | 51 / 53 |        |

#### Жене
| Пливачица        | Дисциплина     | Група   | Група    | Полуфинале           | Полуфинале           | Финале               | Финале  | Детаљи |
| Пливачица        | Дисциплина     | Време   | Пласман  | Време                | Пласман              | Време                | Пласман | Детаљи |
| ---------------- | -------------- | ------- | -------- | -------------------- | -------------------- | -------------------- | ------- | ------ |
| Meritxell Sabate | 200 м мешовито | 2:30,41 | 3 у гр 1 | Није се квалификовла | Није се квалификовла | Није се квалификовла | 35 / 36 |        |

### Стрељаштво

#### Мушкарци
| Стрелац    | Дисциплина | Квалификације        | Финале          | Укупнан резултат | Укупни пласман | Белешка |
| ---------- | ---------- | -------------------- | --------------- | ---------------- | -------------- | ------- |
| Хуан Томас | Трап       | 101 (19+21+18+19+24) | Није с пласирао | 101              | = 39/41        |         |